# Eternamente amigas
Eternamente amigas (título original en inglés, Beaches, lit. "Playas") es una película de 1988 adaptada por Mary Agnes Donoghue basada en la novela Beaches de Iris Rainer Dart. Fue dirigida por Gary Marshall y protagonizada por Bette Midler y Barbara Hershey en los papeles principales, contando también con John Heard, James Read, Spalding Gray, Lainie Kazan, Mayim Bialik y Marcie Leeds.
La película trata sobre la vida de dos amigas, Cecilia Carol (C.C.) Bloom y Hillary Whitney, que tras conocerse bajo el muelle en una playa de Atlantic City comienzan una gran amistad.
Albert Brenner y Garrett Lewis recibieron una nominación de los Óscars por mejor dirección artística en 1989. El tema principal de la película "Wind Beneath My Wings," cantado por Bette Midler, ganó inmensa popularidad tras el estreno de la película y recibió un premio Grammy en 1990.